# قرار مجلس الأمن التابع للأمم المتحدة رقم 59
قرار مجلس الأمن الدولي رقم 59 الصادر بتاريخ 19 أكتوبر 1948 أعرب فيه مجلس الأمن عن قلقه لعدم تقديم إسرائيل تقريراً عن اغتيال الكونت برنادوت وإقرار واجب الحكومات في التعاون مع موظفي هيئة الرقابة.